# Ministère de l'Eau et de l'Énergie
 (avril 2024).
La mise en forme du texte ne suit pas les recommandations de Wikipédia : il faut le « wikifier ».
Les points d'amélioration suivants sont les cas les plus fréquents. Le détail des points à revoir est peut-être précisé sur la page de discussion.
- Les titres sont pré-formatés par le logiciel. Ils ne sont ni en capitales, ni en gras.
- Le texte ne doit pas être écrit en capitales (les noms de famille non plus), ni en gras, ni en italique, ni en « petit »…
- Le gras n'est utilisé que pour surligner le titre de l'article dans l'introduction, une seule fois.
- L'italique est rarement utilisé : mots en langue étrangère, titres d'œuvres, noms de bateaux, etc.
- Les citations ne sont pas en italique mais en corps de texte normal. Elles sont entourées par des guillemets français : « et ».
- Les listes à puces sont à éviter, des paragraphes rédigés étant largement préférés. Les tableaux sont à réserver à la présentation de données structurées (résultats, etc.).
- Les appels de note de bas de page (petits chiffres en exposant, introduits par l'outil «  Source ») sont à placer entre la fin de phrase et le point final[comme ça].
- Les liens internes (vers d'autres articles de Wikipédia) sont à choisir avec parcimonie. Créez des liens vers des articles approfondissant le sujet. Les termes génériques sans rapport avec le sujet sont à éviter, ainsi que les répétitions de liens vers un même terme.
- Les liens externes sont à placer uniquement dans une section « Liens externes », à la fin de l'article. Ces liens sont à choisir avec parcimonie suivant les règles définies. Si un lien sert de source à l'article, son insertion dans le texte est à faire par les notes de bas de page.
- La présentation des références doit suivre les conventions bibliographiques. Il est recommandé d'utiliser les modèles {{Ouvrage}}, {{Chapitre}}, {{Article}}, {{Lien web}} et/ou {{Bibliographie}}. Le mode d'édition visuel peut mettre en forme automatiquement les références.
- Insérer une infobox (cadre d'informations à droite) n'est pas obligatoire pour parachever la mise en page.

Pour une aide détaillée, merci de consulter Aide:Wikification.
Si vous pensez que ces points ont été résolus, vous pouvez retirer ce bandeau et améliorer la mise en forme d'un autre article.
Le Ministère de l’Eau et de l’Énergie (en anglais, Ministry of Water resources and Energy) est un département ministériel chargé de la gestion des ressources en eau et en énergie du Cameroun. Il est placé sous l’autorité d’un ministre. Il est responsable de la formulation et de la mise en œuvre des politiques et des stratégies visant à assurer un accès durable à l'eau potable, à l'assainissement et à l'électricité pour l'ensemble de la population.

## Histoire
Le ministère de l’eau et de l’énergie a connu plusieurs dénominations. Cheminant longtemps aux côtés des mines qui, à leur tour, ont cheminé aux côtés des transports et postes en 1963, il porte le nom du ministère de l’eau et de l’énergie à la suite de l'éclatement du ministère des mines, eau et énergie créé en 1991. La séparation des Mines d'avec l'Eau et l'Energie en 2004, permet la création de deux ministères distincts, notamment Mines et Développement technologique d'une part, Eau et Energie d'autre part. L’éclatement de ces deux portefeuilles ministériels vise à améliorer la coordination et la gestion des ressources en eau et en énergie dans le pays,.

## Missions
Il est chargé de:
- L’élaboration des stratégies et des plans gouvernementaux en matière d’alimentation en eau et en énergie;
- La prospection, de la recherche et de l’exploitation des eaux en milieu urbain et rural;
- L’amélioration quantitative et qualitative de la production d’eau et d’énergie;
- La promotion des investissements dans les secteurs de l’eau et de l’énergie, en liaison avec le Ministère de l’Économie, de la Planification et de l’Aménagement du territoire et les Administrations concernées;
- La promotion des énergies nouvelles, en liaison avec le Ministère de la Recherche Scientifique et de l’Innovation;
- La régulation de l’utilisation de l’eau dans les activités agricoles, industrielles et sanitaires, en liaison avec les Administrations concernées;
- suivi de la gestion des bassins d’eau;
- suivi de la gestion des nappes phréatiques;
- suivi du secteur pétrolier et gazier aval;
- suivi des entreprises de régulation dans les secteurs de l’eau et de l’énergie.

## Liste des ministres successifs[1]
| N° | Périodes    | Noms et prénoms         | Ministères                  | Images |
| -- | ----------- | ----------------------- | --------------------------- | ------ |
| 1  | 2018-       | Gaston Eloundou Essomba | Eau et Energie              |        |
| 2  | 2011-2018   | Basile ATANGANA KOUNA   | Eau et Energie              |        |
| 3  | 2009-2011   | Michael NGAKO TOMDIO    | Eau et Energie              |        |
| 4  | 2007-2009   | Jean-Bernard SINDEU     | Eau et Energie              |        |
| 5  | 2006        | Justin NDIORO           | Eau et Energie              |        |
| 6  | 2004-2006   | Alphonse SIYAM SIEWE    | Eau et Energie              |        |
| 7  | 2004-2004   | KIBUH Henry TUME        | Mines, Eau et Energie       |        |
| 8  | 2002-2004   | Joseph Aoudou           | Mines, Eau et Energie       |        |
| 9  | 1997-       | Jacques-Yves MBELE      | Mines, Eau et Energie       |        |
| 10 | 1994-1997   | André BELLO MBELLE      | Mines, Eau et Energie       |        |
| 11 | 1992-1994   | Jean Bosco SAMGBA       | Mines, Eau et Energie       |        |
| 12 | 04/92-11/92 | Marcel NIAT NJIFENJI    | Mines, Eau et Energie       |        |
| 13 | 1991-1992   | Francis NKWAIN          | Mines, Eau et Energie       |        |
| 14 | 1985-1991   | Michaêl KIMA TABONG     | Mines et Energie            |        |
| 15 | 1978-1985   | Philémon YANG           | Mines et Energie            |        |
| 16 | 1972-1978   | Henry ELANGUE           | Mines et Energie            |        |
| 17 | 1963        | Solomon TANDENG MUNA    | Transports, Mines et Postes |        |